# اسکراپار
۴۰°۳۰′ شمالی ۲۰°۱۴′ شرقی / ۴۰٫۵۰۰°شمالی ۲۰٫۲۳۳°شرقی
اسکراپار شهری در کشور آلبانی و مرکز استانی به همین نام است.